# Gerhard Söhnke
Gerhard Söhnke (* 5. Juli 1916 in Johannisburg in Ostpreußen; † 1. Juli 2013 in Bonn) war ein deutscher Botschafter.

## Leben
Von 1950 bis 1951 nahm Söhnke am zweiten Lehrgang für den höheren Auswärtigen Dienst in Speyer teil. Er wurde an den Vertretungen in Paris, Brüssel, Montreal, Toronto, 1955 am Generalkonsulat in Ottawa 1957 Generalkonsul in New Orleans und Istanbul beschäftigt. 1954 wurde er zum Konsul und 1962 zum Legationsrat Erster Klasse, 1967 in der Abteilung Politik zum vortragenden Legationsrat befördert. Von 1970 bis 1974 war er Botschafter in Togo, bis 1979 in Haiti und bis 1981 Geschäftsträger in Zypern.

## Ehrungen
- 1972: Verdienstkreuz 1. Klasse der Bundesrepublik Deutschland